# هانيبال كيمبل
هانيبال كيمبل (بالإنجليزية: Hannibal Kimball)‏ هو شخصية أعمال أمريكي، ولد في 16 مايو 1832 في مقاطعة أكسفورد في الولايات المتحدة، وتوفي في 28 أبريل 1895.